# Premiärdansare

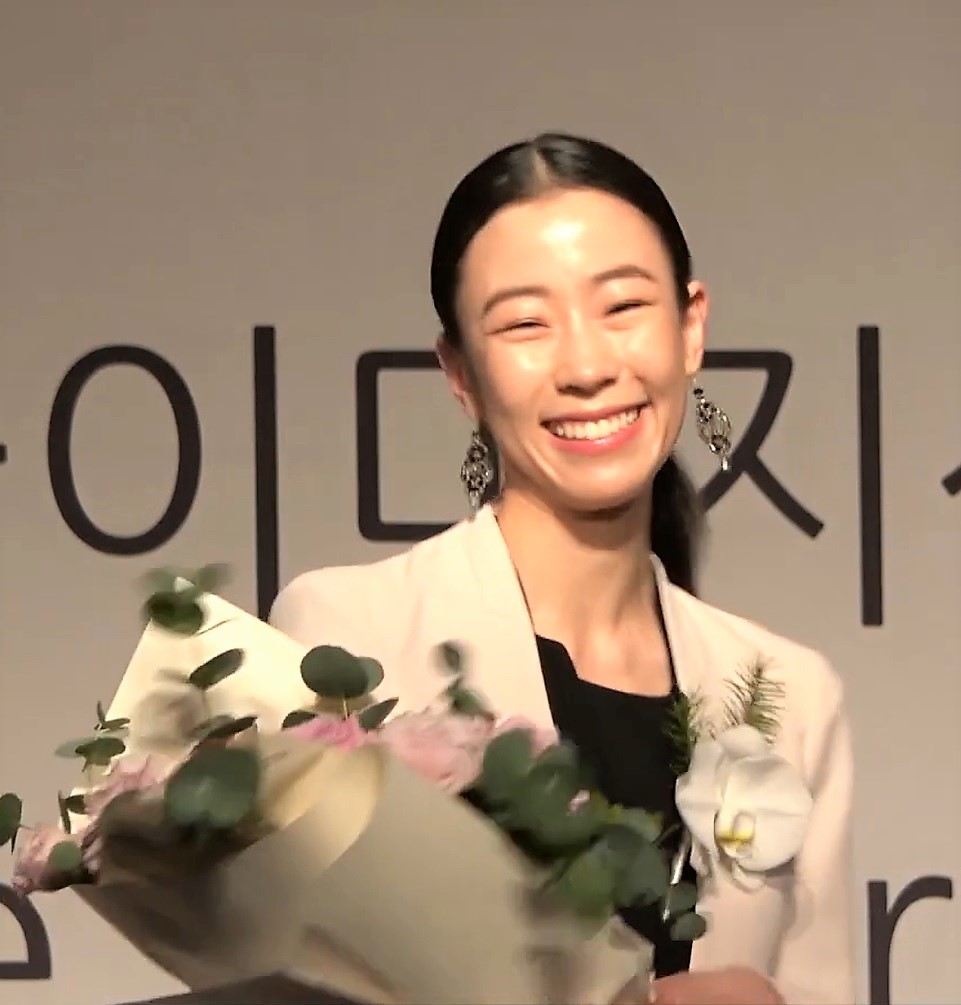
Sae Eun Park blev étoile vid Parisoperans balett 2021.

Premiärdansare är den svenska beteckningen för balettkompaniers främsta dansare. Kvinnliga premiärdansare kallas ibland även prima ballerina. Den engelska termen är principal dancer.
Parisoperans balett använder beteckningen étoile, dvs "stjärna", för sina främsta dansare, medan premier danseur, är beteckningen för kompaniets näst högsta nivå av dansare. I början av 2023 bar 16 av balettens 157 dansare titeln étoile.